# Wouter Spoelman
Wouter Spoelman (* 5. Juni 1990 in Zwolle) ist ein niederländischer Schach-Großmeister.

## Leben
Spoelman siegte oder belegte vordere Plätze in mehreren Turnieren: 3.–8. Platz beim Essent Open in Hoogeveen (2008), 3.–6. Platz beim Hogeschool Zeeland Open in Vlissingen (2009) und 4.–8. Platz beim Intomart GfK Open in Hilversum (2009).
Seit 2009 trägt er den Großmeister-Titel. Die erforderlichen Normen erfüllte im Oktober 2008 beim Essent Open in Hoogeveen, im April 2009 beim Neckar-Open in Deizisau und in der Saison 2008/09 der Meesterklasse.

## Vereine
In der niederländischen Meesterklasse spielte Spoelman von 2002 bis 2006 für den Enscheder Verein ESGOO, in der Saison 2006/07 für den Meister Share Dimension Groningen, von 2007 bis 2011 für die Hilversums Schaakgenootschap, mit der er 2008, 2009, 2010 und 2011 Meister wurde, sowie in der Saison 2012/13 und seit 2015 für Kennemer Combinatie, mit denen er 2017 den Titel gewann.
In der deutschen Schachbundesliga spielte er von 2008 bis 2016 für den SK Turm Emsdetten, seit 2017 spielt er für Werder Bremen. In der belgischen Interclubs spielt Spoelman seit 2017 für Cercle d’Échecs Fontainois.